# عواد الشرفات
عواد محمد الشرفات (25 ديسمبر 1993) رياضي وعداء مسافات متوسطة أردني. تنافس في سباق 1500 متر في بطولة العالم 2015 في بكين دون أن يتقدم من الجولة الأولى.
أفضل وقت شخصي للشرفات في سباق 1500 متر هو 3:57.71 الذي حققه في غوانجو عام 2015.

## الدراسة
درس وتخرج من الجامعة الهاشمية في الأردن

## سجل المنافسة
| العام            | المسابقة                                         | المكان                 | المركز           | ملاحظة           |                                                 |
| ممثل باسم الأردن | ممثل باسم الأردن                                 | ممثل باسم الأردن       | ممثل باسم الأردن | ممثل باسم الأردن | ممثل باسم الأردن                                |
| ---------------- | ------------------------------------------------ | ---------------------- | ---------------- | ---------------- | ----------------------------------------------- |
| 2015             | Universiade [الإنجليزية]                         | Gwangju, South Korea   | 21st (h)         | 1500 m           | 3:57.71                                         |
| 2015             | Universiade [الإنجليزية]                         | Gwangju, South Korea   | 21st (h)         | 5000 m           | 15:03.52                                        |
| 2015             | World Championships                              | Beijing, China         | 40th (h)         | 1500 m           | بطولة العالم لألعاب القوى 2015 – رجال 1500 متر ‏ |
| 2017             | Asian Indoor and Martial Arts Games [الإنجليزية] | Ashgabat, Turkmenistan | 4th              | 1500 m           | 3:53.65                                         |
| 2018             | West Asian Championships                         | Amman, Jordan          | 2nd              | 1500 m           | 3:55.73                                         |
| 2023             | Arab Games                                       | Oran, Algeria          | 10th             | 800 m            | 1:57.16                                         |
| 2023             | Arab Games                                       | Oran, Algeria          | –                | 1500 m           | DNF                                             |

## انظر ايضا
أيمن جومين